# Reprezentacja Kazachstanu w piłce wodnej mężczyzn
Reprezentacja Kazachstanu w piłce wodnej mężczyzn – zespół, biorący udział w imieniu Kazachstanu w meczach i sportowych imprezach międzynarodowych w piłce wodnej, powoływany przez selekcjonera, w którym mogą występować wyłącznie zawodnicy posiadający obywatelstwo kazachskie. Za jej funkcjonowanie odpowiedzialny jest Kazachski Związek Pływacki (FWWSRK), który jest członkiem Międzynarodowej Federacji Pływackiej.

## Historia
W 1994 po rozpadzie ZSRR reprezentacja Kazachstanu rozegrała swój pierwszy oficjalny mecz na igrzyskach azjatyckich.

## Udział w turniejach międzynarodowych

### Igrzyska olimpijskie
Reprezentacja Kazachstanu 2-krotnie występowała na Igrzyskach Olimpijskich. Najwyższe osiągnięcie 9. miejsce w 2000 roku.

### Mistrzostwa świata
Dotychczas reprezentacji Kazachstanu 8 razy udało się awansować do finałów MŚ. Najwyższe osiągnięcie 11. miejsce w 1998, 2015 i 2017.

### Puchar świata
Kazachstan 1 raz uczestniczył w finałach Pucharu świata. W 2014 zajął 6. miejsce.

### Igrzyska azjatyckie
Kazachskiej drużynie 7 razy udało się zakwalifikować na Igrzyska azjatyckie. W 1994, 1998, 2002, 2010, 2014, 2018 zdobyła złote medale.